# Anisothecium laxirete
Anisothecium laxirete är en bladmossart som beskrevs av Brotherus 1924. Anisothecium laxirete ingår i släktet Anisothecium och familjen Dicranaceae. Inga underarter finns listade i Catalogue of Life.